# Portove, Rozdolne
Portove (în ucraineană Портове) este un sat în comuna Cernîșove din raionul Rozdolne, Republica Autonomă Crimeea, Ucraina.

## Demografie
Componența lingvistică a localității Portove
     Rusă (57,14%)
     Ucraineană (41,9%)
     Alte limbi (0,95%)
Conform recensământului din 2001, majoritatea populației localității Portove era vorbitoare de rusă (57,14%), existând în minoritate și vorbitori de ucraineană (41,9%).